# Здание Финляндского объединённого банка (Выборг)
Здание Финляндского объединённого банка — банковское здание в Выборге. Расположенный на Пионерской улице и обращённый фасадом к Театральной площади двухэтажный дом в центре города Выборга включён в перечень памятников архитектуры.

## История
Финляндский объединённый банк стал первым частным коммерческим банком, учреждённым в 1862 году в Великом княжестве Финляндском. Банк, располагавшийся в Хельсинки и получивший право эмиссии кредитных билетов, развернул широкую сеть филиалов в городах Финляндии: к 1914 году у него было 31 территориальное подразделение. Для проектирования здания выборгского филиала был привлечён известный архитектор, профессор, академик Императорской Академии художеств Карл Густав Нюстрём (позднее он построил на той же улице здание Банка Финляндии).

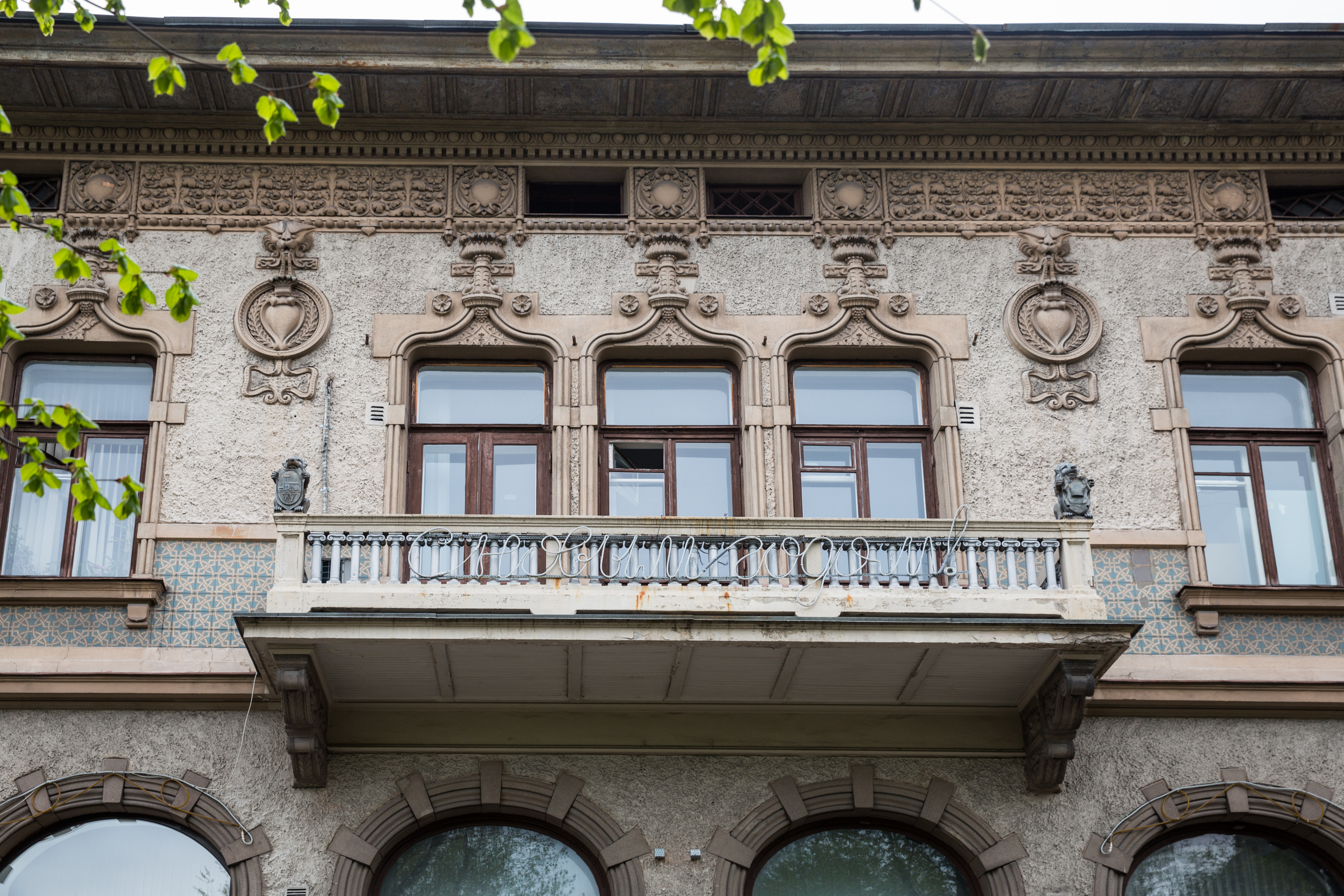
Балкон с фигурками львов

К. Г. Нюстрём в 1898 году разработал архитектурный проект здания с фасадом, оформленным в стиле неоренессанс, взяв за образец венецианские палаццо. В 1900 году строительство было в основном завершено. Большая конкуренция между банковскими учреждениями Выборга (в частности, практически одновременно на соседнем участке было возведено внушительное «флорентийское палаццо» Банка Северных стран) стала одной из причин значительных затрат (в рекламных целях) на декор фасада, включавший множество мелких деталей. Внимание исследователей привлекают удачное решение фасадов, а также скульптурные элементы и керамическое убранство. Украшением больших полуциркулярных окон первого этажа являются чугунные решётки. Центр второго этажа акцентирован балконом, по краям которого расположены небольшие статуи львов: левый держит в лапах герб Выборга, а правый — герб Хельсинки. Под крышей на боковом фасаде размещён герб Великого Княжества Финляндского.
Здание недолго сохранялось в первоначальном виде: после приобретения банком соседнего углового участка возникла необходимость перестройки зданий в единый комплекс. Эта задача была решена архитектором У. В. Ульбергом, по проекту которого в 1909—1910 годах два дома соединил переход в виде зубчатой стены — реминисценции на располагавшиеся поблизости городские ворота разобранных крепостных сооружений Каменного города. В результате перепланировки вход в банк был перенесён с главного фасада на боковой, для чего к левому фасаду была пристроена гранитная наружная лестница в стиле северный модерн. По ней посетители попадали прямо в операционный зал. Парапет гранитной лестницы украшен светильником на высоком постаменте, декорированном барельефами скульптора Хильды Флодин-Риссанен, изображающими мальчиков с девочкой, которые собирают урожай яблок — сюжет, призванный символизировать доходность банковских вкладов. В качестве декоративного элемента оформления бокового фасада использован мотив соединённых колец, аналогичный украшению балкона на здании Банка Северных стран. Повторение того же мотива на фасаде соседнего углового здания позволило зрительно объединить в ансамбль три здания, возведённые по проектам разных архитекторов.
С 1919 года, после слияния Банка Северных стран и Финляндского объединённого банка, новый Объединённый банк Северных стран сдавал ставшие избыточными помещения в аренду; с 1925 года в здании располагался Выборгский сберегательный банк (швед. Sparbanken i Wiborg). К этому периоду (конец 1920-х годов) относится появление пейзажа на стене операционного зала — фрески с видом Выборга работы художника Бруно Туукканена.
В ходе советско-финских войн (1939—1944) комплекс банковских зданий был повреждён. Сгоревшее угловое здание в ходе послевоенного ремонта и приспособления под швейную фабрику утратило практически все декоративные элементы, гармонировавшие с оформлением левого фасада банка, поэтому длительное время не выглядело частью единого ансамбля (внешний вид здания восстановлен только в 2024 году). В банковском корпусе, в меньшей степени пострадавшем от войны, размещался филиал Госбанка СССР, а в 1990 — 2016 годах — Выборг-Банк. Планируется реставрация с целью превращение зданий банка и торгового дома в единый гостинично-ресторанный комплекс с барами, кондитерскими и развлекательными заведениями.

## Изображения

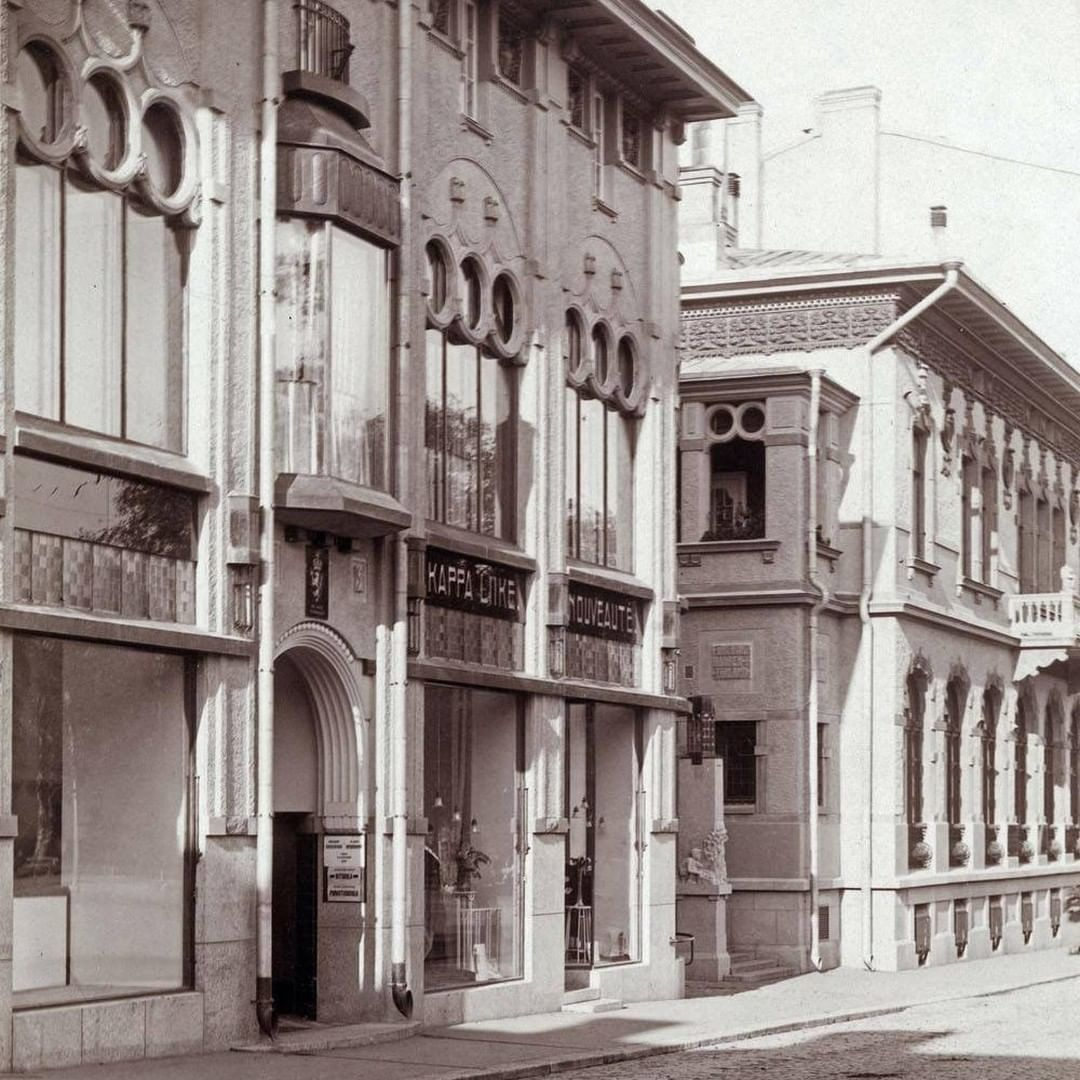
Торговый дом и здание Финляндского объединённого банка в 1910-х годах
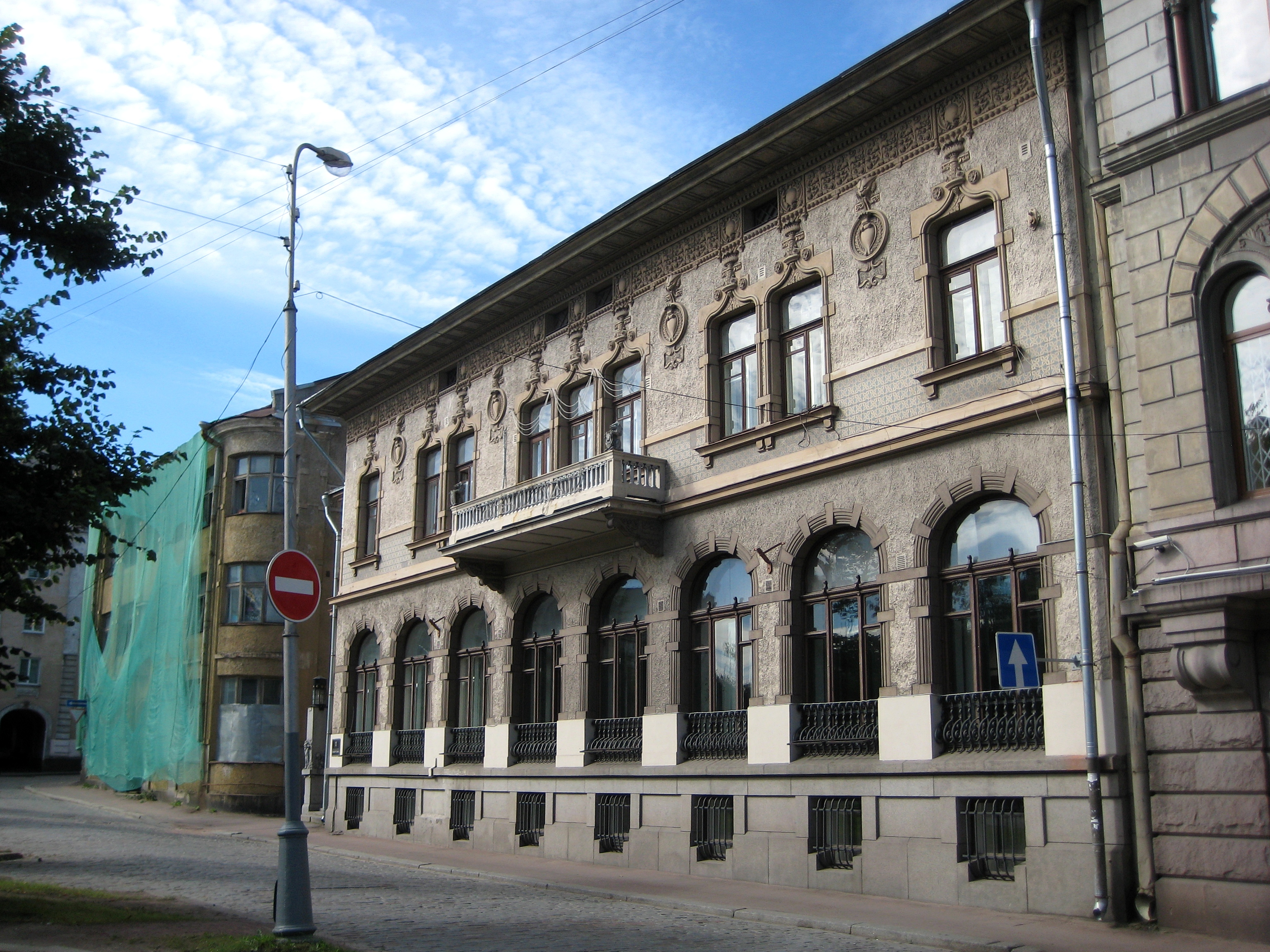
Вид со стороны парка
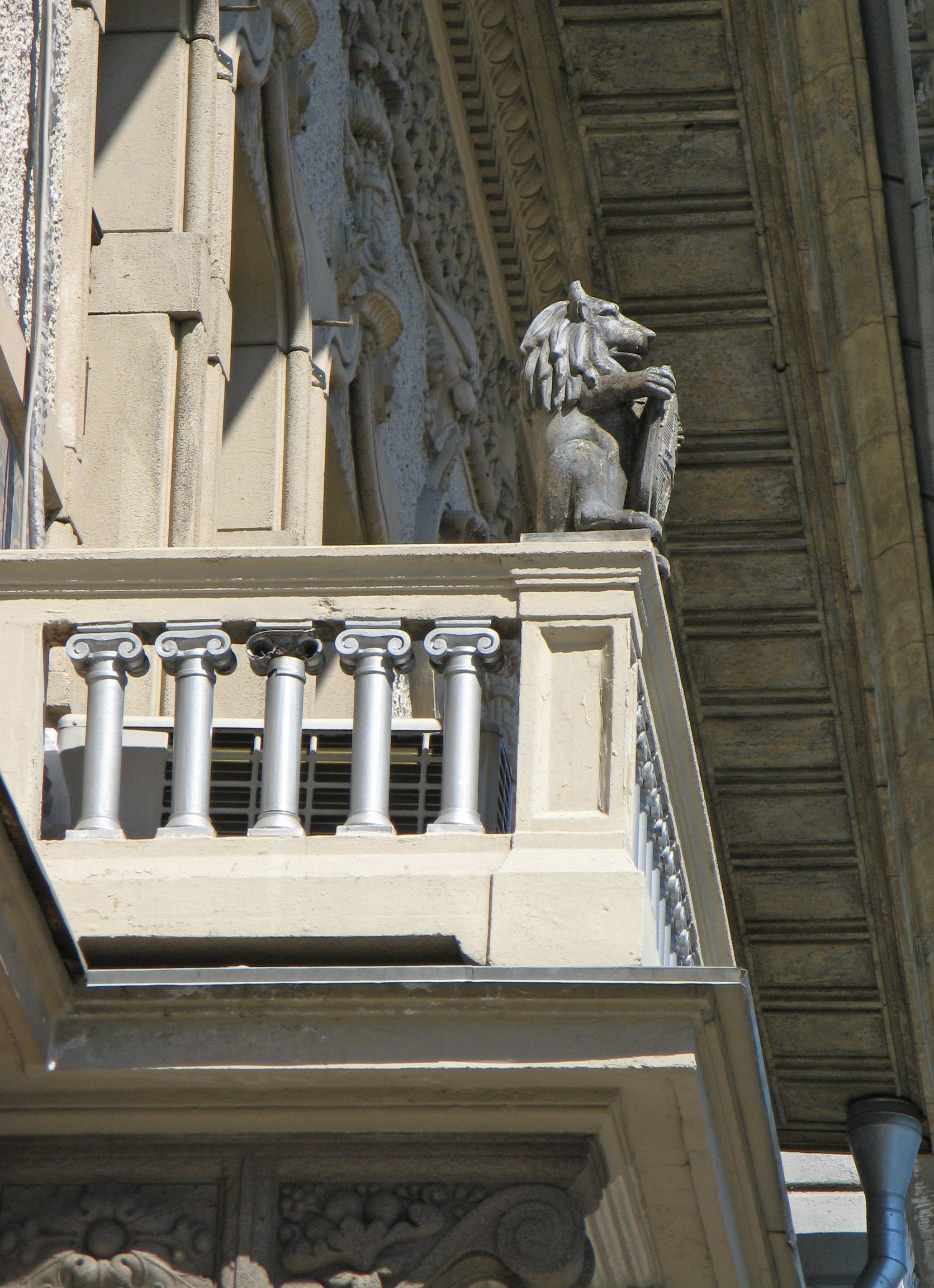
Лев с гербом Выборга
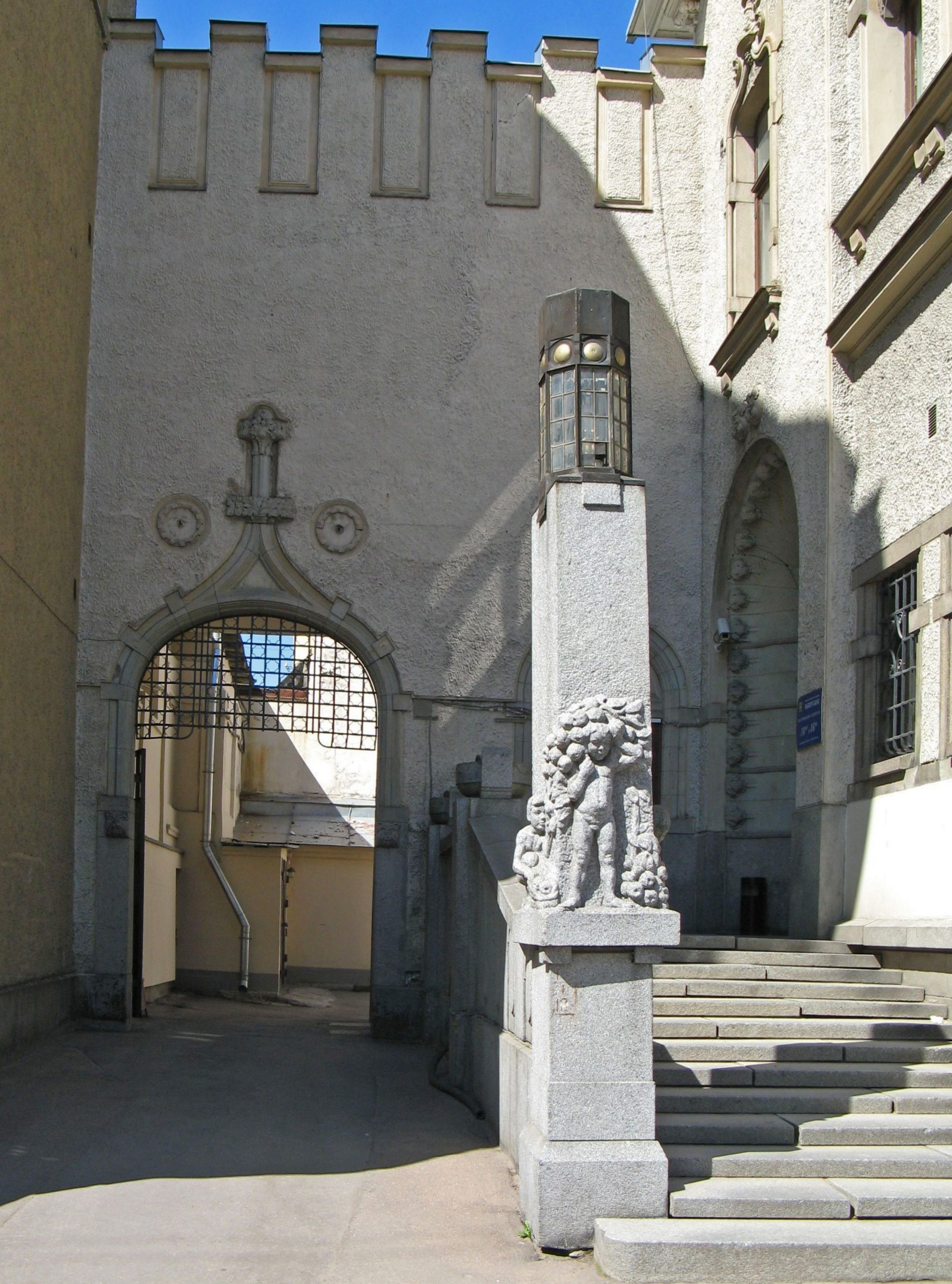
Лестница и зубчатая стена
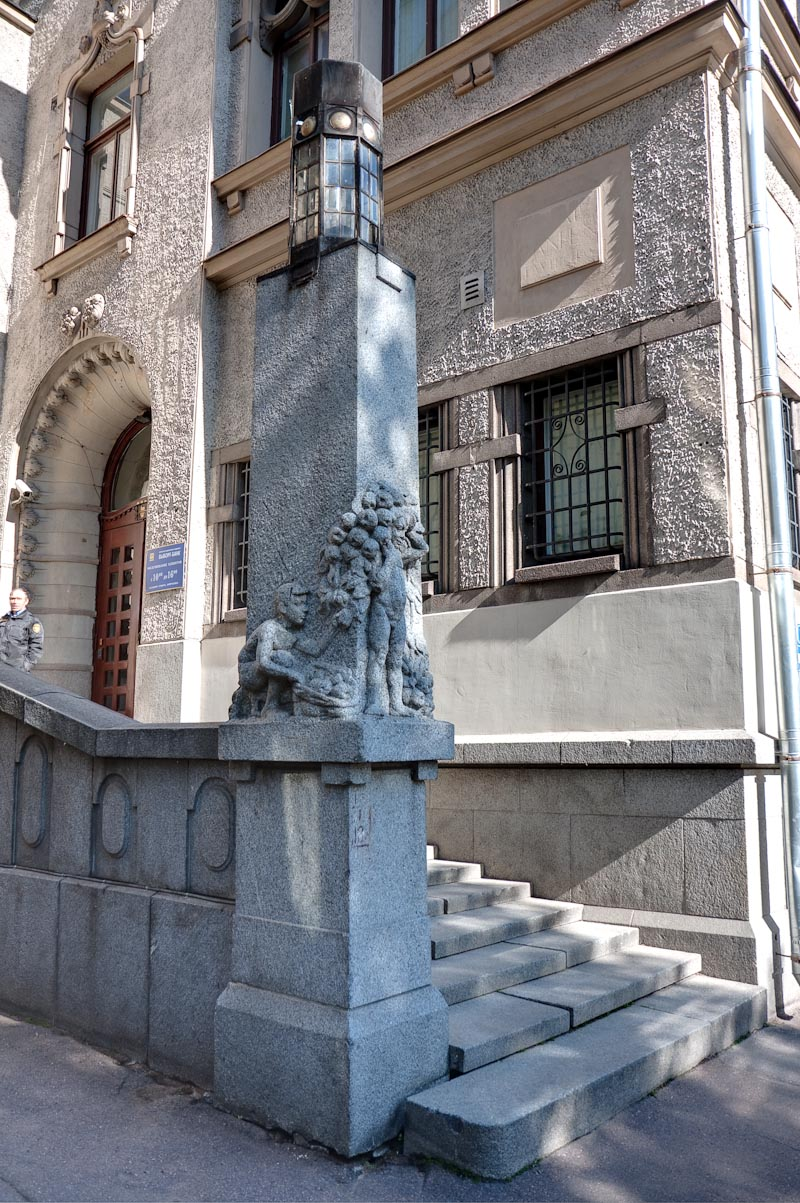
Лестница со светильником
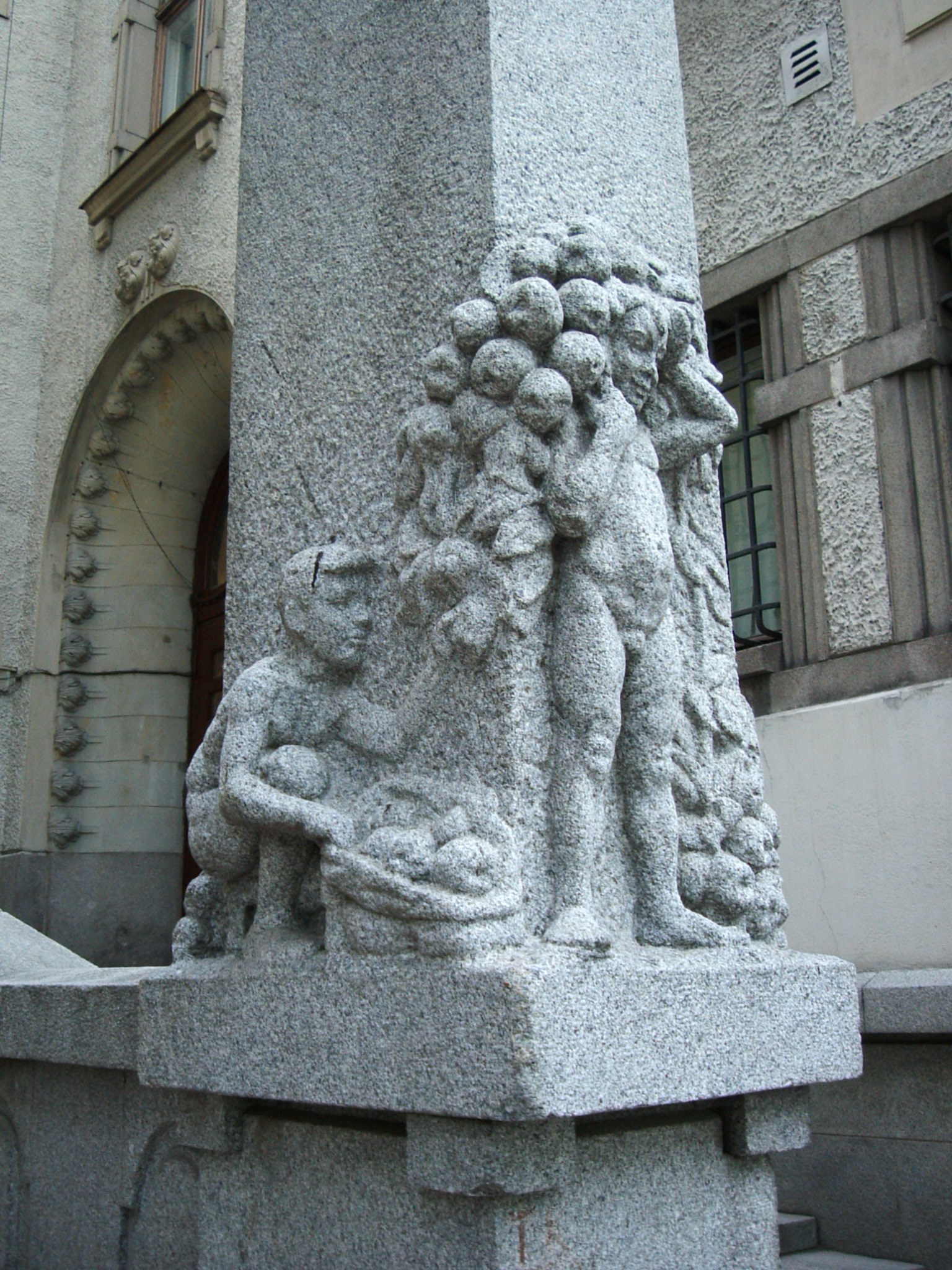
Фрагмент. Сборщики яблок